# Підлисся
Підли́сся — село в Україні, у Золочівському районі Львівської області. Підлисся разом з селами Бужок, Черемошня, Гавареччина, Розваж, Білий Камінь належали раніше до Білокамінської сільської ради. Населення становить 297 осіб.

## Назва
За роки радянської влади село в документах називали «Підлісся». 1989 року селу надали сучасну назву.

## Географія
Підлисся на півночі межує з Ожидовом, на півдні — з Розважем, на північному заході — з Закомар'ям, а на сході — з Юськовичами. Відстань до райцентру становить 20 км, до колишнього райцентру Олеська — 9 км, що проходить автошляхом місцевого значення. Відстань до найближчої залізничної станції Ожидова становить 5,5 км.
Село своєю основною частиною пролягло вздовж північно-західної частини низькогірного пасма Вороняків. Саме пасмо, що складається з гір висотою від 370 до 440 метрів над рівнем моря та простягається вздовж долини гірського Бугу зі сходу (смт. Олесько) на захід, де закінчується в околицях Білого Каменя.
Однією з найвідоміших гір в північно-західній частині низькогірного пасма Вороняків є Підлиська гора, що знаходиться на схід від Підлисся та висота якої становить 372 метри над рівнем моря.
З півдня село оточують болота, з заходу — пісковики та мішаний ліс, місцями на пісковиках ростуть сосни, зі сходу — орні землі.
Неподалік Підлисся, біля західної частини Вороняків проходить лінія головного європейського вододілу. Дотичною цій лінії слугує відомча дорога, що проходить у південно-західному напрямку від західної частини Вороняків до Ожидова, звідти у північно-західному напрямку до Йосипівки та Підлисся і вже звідти описує західну границю Ожидова у напрямку залізничної станції. Оскільки на цьому напрямку вододіл є дуже невиразним, навіть у найвищих точках сягає меж від 243 до 246 метрів над рівнем моря та розділяє басейни Західного Бугу та Стиру, тим самим розділяючи води басейнів Балтійського та Чорного морів.
Води, що збираються біля південно-західної частини Вороняків, підземною течією несуться та впадають до річки Слотвина, яка починається в межах Ожидова. Оскільки ця річка не маючи, ані відповідного витоку, ані регульованого русла, розливається в ожидівських, підлиських та закомар'янських лісах, утворюючи болото. Далі тече переважно на захід рівнинною територією Надбужанської котловини, через села Гумниська, Чучмани та впадає в Західний Буг у місті Буську.
Води, що збираються біля південно-східної частини Вороняків, підземною течією несуться та впадають до так званих Йосипівських боліт, де об'єднуються з водами Стиру.

## Історія
У 1866 році в селі було відкрито парафіяльну школу та позичкову касу з капіталом в 166 золотих ринських.

## Пам'ятки архітектури
- Церква Преображення Господнього (1735 рік)

## Музеї
У 1959 році в Підлиссі відкрито літературно-меморіальний музей Маркіяна Шашкевича, а у 1962 році, на подвір'ї музею встановлене бронзове погруддя поету, авторства скульптора Дмитра Крвавича.

## Релігія
Наприкінці ХІХ століття в селі були лише греко-католицька (українська) та римо-католицька (польська) громади.
Греко-католицька громада с. Підлисся мала свою парафію, до якої також належало сусіднє село Розваж. Згідно, з даними 1880 року, в селі мешкало 432 особи, з них: 401 — українці, 16 — поляки та 15 — юдеї. Тобто українська громада була найчисельнішою в селі. У 1735 році була побудована дерев'яна церква Преображення Господнього та належала греко-католицькій громаді. Римо-католицька громада мала свою парафію та костел Святої Трійці в Олеську.
Нині в селі існує три релігійних громади, а саме:
- громада Української Греко-католицької церкви Преображення Господнього, парохом є о. Богуслав Гункевич;
- громада Української Автокефальної православної церкви с. Підлисся, парохом є о. Остап Смук;
- громада християн віри Євангельської, головою об'єднання є Мар'ян Особа та налічує 40-50 осіб.

Богослужіння громад Української Греко-католицької церкви та Православної церкви України проводяться в церкві Преображення Господнього.
Християни віри Євангельської мають в селі свій молитовний будинок. Перший молитовний будинок знаходився у дуже скромному будиночку, який громаді подарувала родина Дем'яна Сисуна. Але минав час, і будиночок поступово руйнувався і необхідно було шукати нове місце для молитов. Знайшлося дуже гарне обійстя родини Павла та Ганни Кіт, де був великий, гарний будинок, сад та інші надвірні споруди. Оскільки власники вже давно виїхали до с. Красне і будинок стояв пусткою, вирішено було тут створити молитовний будинок.

## Відомі люди

### Народилися
- Маркіян Шашкевич — зачинатель нової української літератури в Галичині, священник УГКЦ, релігійний та культурно-громадський діяч.

#### Вшанування пам'яті Шашкевича в селі
На його честь встановлено пам'ятний хрест на Білій Горі, одним з ініціаторів встановлення був парох села Закомар'я — о. Данило Танячкевич. У 1905 році, він під час виголошення святкової проповіді на храмовому святі Чесного Хреста в Ожидові, вказавши хрестом на Білу гору зі словами: «На цій горі повинен стати Хрест, який показуватиме дорогу нашого національного відродження».
У 1911 році, з нагоди 100-річчя від дня народження Маркіяна Шашкевича на Білій Горі біля Підлисся, на кошти, що зібрали прихожани місцевої церкви та сприяння осередків «Просвіти», було встановлено та освячено величний пам'ятник у вигляді хреста на масивному гранітному постаменті. Висота пам'ятника, що символізує прагнення до сонця, правди, освіти, культури, прогресу, становить 25 метрів. Хрест — пам'ятник був виконаний у слюсарній майстерні Михайла Стефанівського, за проектом Олександра Лушпинського.
На відкритті пам'ятника виступив великий, збірний хор з представників співочих гуртків дванадцяти читалень «Просвіти» з навколишніх сіл (Олесько, Соколівка, Сасів, Білий Камінь, Ожидів, Розваж, Бужок, Кути, Підгірці, Ушня, Цішків, Юськовичі), який налічував близько 150 осіб та є першим масовим у Галичині хором, на той час.
Відтоді, традиційно, у липні відбувалися прощі на Білу (Підлиську) гору, щоб вшанувати Будителя Галицької землі. Останнє Маркіянове свято відбулося 14 вересня 1941 року. Влаштувало його товариство імені М. Шашкевича у Золочеві під керівництвом адвоката Теодора Ваньо.
Від часу проголошення незалежності України відновилось паломництво на Білу (Підлиську) гору, яка за своєю суттю стала другим Каневом, місцем традиційних прощ. Щороку, у першу неділю серпня, під час Золочівських фестин, сюди приїжджають та приходять тисячі і тисячі людей, щоб віддати шану нашому великому землякові о. Маркіянові Шашкевичу. Зокрема, в останній день проведення щорічних Золочівських фестин «Наші» відбувається піша хода учасників фестивалю від центру села, де розташовано музей-садибу М. Шашкевича до пам'ятника-хреста на Білій горі. Тут традиційно проводиться літературно-мистецьке свято «Світло Маркіяна».
- Михайло Загульський — український науковець, ботанік-орхідолог, кандидат біологічних наук.

### Померли
- Федорків Володимир — український військовик, поручник УПА, командир сотень «Витязі» та «Русичі», член команди ТВ-11 «Пліснисько».

## Господарство
У 1940 році, на базі бідняцьких господарств сіл Підлисся та Розваж, було створено колгосп ім. 17 вересня, що згодом отримав «Акт на вічне користування землею». Колгосп діяв до 1958 року. Потім в результаті укрупнення колгоспу у Білому Камені, цей колгосп та колгоспи ім. Й. Сталіна (с. Білий Камінь), ім. Лесі Українки (с. Черемошня), ім. С. Кірова (с. Бужок) було об'єднано в один колгосп, який у 1961 році отримав назву «Дружба», а у 1963 році — перейменовано на «Серп і Молот». Колгоспна контора знаходилася у Білому Камені.
29 лютого 2006 року в Підлиссі було створено селянське фермерське господарство «Жолоб», яке очолила Софія Олександрівна Пряхіна. Підприємство спеціалізується, як на вирощуванні зернових культур — пшениці, ячменю, жита, овса, кукурудзи, сої, а також й технічних культур — картоплі, соняшнику, ріпаку.

## Транспорт
Доїхати до села зі Львова можна лише автомобілем, тому що автобусні маршрути зі Львова (ті, що їдуть через Ожидів) найближче зупиняються біля покажчика «Підлисся — рідне село Маркіяна Шашкевича», що на повороті з траси «Київ — Чоп» в бік Білого Каменя, Золочева, а місце зупинки знаходиться на відстані чотирьох кілометрів від села.
Через село курсує, двічі на день, автобусний маршрут сполученням Золочів — Олесько (через Йосипівку, залізничну станцію «Ожидів», Підлисся, Розваж, Бужок, Білий Камінь, Жуличі, Почапи, Хільчиці і у зворотньому напрямку).
Кому до вподоби піші екскурсії, то до Підлисся від на повороту з траси «Київ — Чоп» по трасі «с. Ожидів — Білий Камінь — Золочів» відстань становить 4 км, а від залізничної станції «Ожидів» по трасі «ст. Ожидів — Білий Камінь — Золочів» — 5,5 км.